# Herman Daems

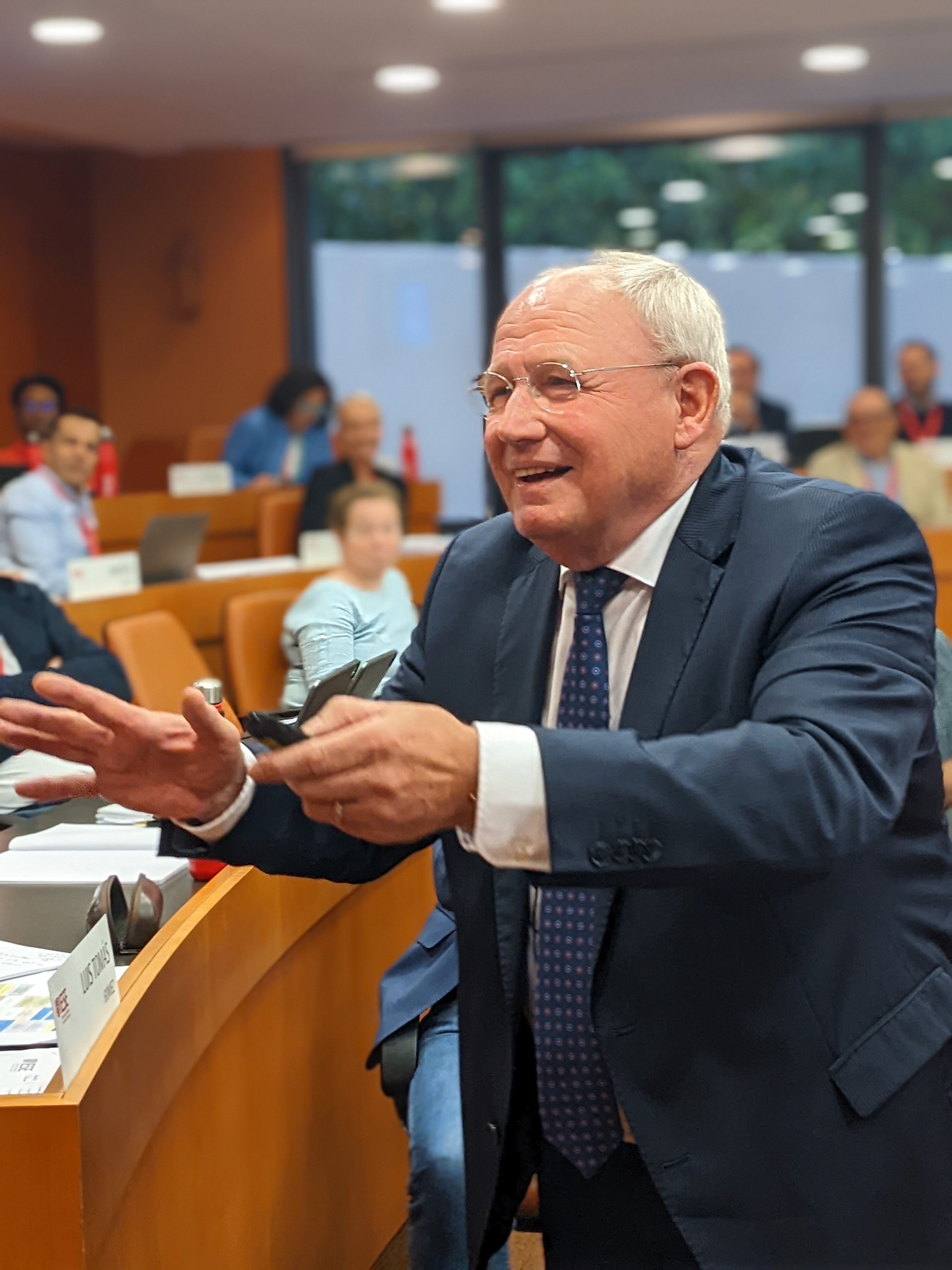

Herman Pieter Carolina (Herman) baron Daems (1946) est un économiste belge, professeur émérite à la KU Leuven et à la Rijksuniversiteit Groningen. Il est, depuis 2009, président du Conseil d'administration de BNP Paribas Fortis et, depuis 2012, président du Conseil d'administration de la KU Leuven.

## Biographie
Il est licencié en Physique mathématique à la Harvard University Graduate School of Business Administration, licencié et docteur en économie à la KU Leuven.

## Récompenses
- Daems est, depuis 1989, membre de l'Academia Europaea[5].
- En 1999, il a reçu le "Tri-annual VBO-FEB Prize", un prix de la Fédération des entreprises de Belgique.
- Il a bénéficié d'une concession de noblesse héréditaire et du titre de baron transmissible à tous ses descendants, accordée par le roi Philippe en 2015[1].

## Publications
- 1974. The Rise of managerial capitalism. Met Herman Van der Wee (red). The Hague : Nijhoff.
- 1975. The holding company : essays on financial intermediation, concentration and capital market imperfections in the Belgian economy. Proefschrift Leuven.
- 1980. Managerial hierarchies : comparative perspectives on the rise of the modern industrial enterprise. Avec Alfred D. Chandler, Jr. (red.). Cambridge, Mass. ; London : Harvard University Press.
- 1984. Concurrentie: analyse en strategie. Avec Sytse W. Douma. Deventer : Kluwer.
- 1993. Buitenlandse invloed in België : de gevolgen voor de strategische beslissingsmacht. Brussel : Fondation Roi Baudouin.
- 2002. Business administration and management.  Utrecht : VSNU.